# كولومبيا (مسيسيبي)
كولومبيا (بالإنجليزية: Columbia, Mississippi)‏ هي مدينة تقع في الولايات المتحدة في Marion County. يقدر عدد سكانها بـ 6,603 نسمة ومساحتها 16.6 كم2 وترتفع عن سطح البحر 45 متر.

## التركيبة السكانية
حدّد مكتب تعداد الولايات المتحدة بيانات التركيبة السكانية لكولومبيا في تعداد الولايات المتحدة. في ما يلي، التركيبة السكانية حسب تعدادي 2000 و2010.

### تعداد عام 2000
بلغ عدد سكان كولومبيا 6,603 نسمة بحسب تعداد عام 2000، وبلغ عدد الأسر 2,497 أسرة وعدد العائلات 1,621 عائلة مقيمة في المدينة. في حين سجلت الكثافة السكانية 377.3 نسمة لكل كيلومتر مربع (977.2/ميل2). وبلغ عدد الوحدات السكنية 2,821 وحدة بمتوسط كثافة قدره 161.2 لكل كيلومتر مربع (417.5/ميل2).
وتوزع التركيب العرقي للمدينة بنسبة 62.56% من البيض و35.64% من الأمريكيين الأفارقة و0.39% من الأمريكيين الأصليين و0.44% من الأمريكيين ذوي الأصول الآسيوية و0.18% من الأعراق الأخرى و0.79% من عرقين مختلطين أو أكثر و0.77% من الهسبانيون أو اللاتينيون من أي عرق.
بلغ عدد الأسر 2,497 أسرة كانت نسبة 34% منها لديها أطفال تحت سن الثامنة عشر تعيش معهم، وبلغت نسبة الأزواج القاطنين مع بعضهم البعض 41.5% من أصل المجموع الكلي للأسر، ونسبة 19.7% من الأسر كان لديها معيلات من الإناث دون وجود شريك،  بينما كانت نسبة 3.7% من الأسر لديها معيلون من الذكور دون وجود شريكة وكانت نسبة 35.1% من غير العائلات. تألفت نسبة 32.4% من أصل جميع الأسر من عدة أفراد يعيشون في نفس المنزل ونسبة 18.1% كانت تتألف من شخص يعيش بمفرده يبلغ من العمر 65 عاماً أو أكثر. وبلغ متوسط حجم الأسرة المعيشية 2.38، أما متوسط حجم العائلات فبلغ 3.01.
بلغ العمر الوسطي للسكان 37.5 عاماً. وكانت نسبة 23.8% من القاطنين تحت سن الثامنة عشر، وكانت نسبة 7.9% بين الثامنة عشر والرابعة والعشرين عاماً، ونسبة 22.7% كانت واقعةً في الفئة العمرية ما بين الخامسة والعشرين والرابعة والأربعين عاماً، ونسبة 18.6% كانت ما بين الخامسة والأربعين والرابعة والستين، ونسبة 16.9% كانت ضمن فئة الخامسة والستين عاماً فما فوق. يوجد لكل 100 أنثى 81.1 ذكر، ويوجد لكل 100 أنثى في الثامنة عشر من عمرها فما فوق 74.2 ذكر.
بلغ متوسط دخل الأسرة في المدينة 19,644 دولارًا، أما متوسط دخل العائلة فبلغ 28,493 دولارًا. وكان متوسط دخل الذكور 28,173 دولارًا مقابل 17,847 دولارًا للإناث. وسجل دخل الفرد الخاص بالمدينة 12,592 دولارًا. وكانت نسبة 24.5% من العائلات ونسبة 29.7% من السكان تحت خط الفقر، وكان من هؤلاء نسبة 41.1% تحت سن الثامنة عشر ونسبة 24.3% في الخامسة والستين من العمر وما فوق.

### تعداد عام 2010
بلغ عدد سكان كولومبيا 6,582 نسمة بحسب تعداد عام 2010، وبلغ عدد الأسر 2,415 أسرة وعدد العائلات 1,519 عائلة مقيمة في المدينة. في حين سجلت الكثافة السكانية 376.1 نسمة لكل كيلومتر مربع (974.1/ميل2). وبلغ عدد الوحدات السكنية 2,815 وحدة بمتوسط كثافة قدره 160.9 لكل كيلومتر مربع (416.7/ميل2).
وتوزع التركيب العرقي للمدينة بنسبة 56.08% من البيض و40.52% من الأمريكيين الأفارقة و0.24% من الأمريكيين الأصليين و0.79% من الأمريكيين ذوي الأصول الآسيوية و0.03% من سكان جزر المحيط الهادئ و1.02% من الأعراق الأخرى و1.32% من عرقين مختلطين أو أكثر و2.08% من الهسبانيون أو اللاتينيون من أي عرق.
بلغ عدد الأسر 2,415 أسرة كانت نسبة 33.5% منها لديها أطفال تحت سن الثامنة عشر تعيش معهم، وبلغت نسبة الأزواج القاطنين مع بعضهم البعض 36% من أصل المجموع الكلي للأسر، ونسبة 22.1% من الأسر كان لديها معيلات من الإناث دون وجود شريك،  بينما كانت نسبة 4.8% من الأسر لديها معيلون من الذكور دون وجود شريكة وكانت نسبة 37.1% من غير العائلات. تألفت نسبة 33% من أصل جميع الأسر من عدة أفراد يعيشون في نفس المنزل ونسبة 15.2% كانت تتألف من شخص يعيش بمفرده يبلغ من العمر 65 عاماً أو أكثر. وبلغ متوسط حجم الأسرة المعيشية 2.44، أما متوسط حجم العائلات فبلغ 3.10.
بلغ العمر الوسطي للسكان 37.4 عاماً. وكانت نسبة 24% من القاطنين تحت سن الثامنة عشر، وكانت نسبة 8.8% بين الثامنة عشر والرابعة والعشرين عاماً، ونسبة 26.1% كانت واقعةً في الفئة العمرية ما بين الخامسة والعشرين والرابعة والأربعين عاماً، ونسبة 22.3% كانت ما بين الخامسة والأربعين والرابعة والستين، ونسبة 18.8% كانت ضمن فئة الخامسة والستين عاماً فما فوق. وتوزع التركيب الجنسي للسكان بنسبة 46.7% ذكور و53.3% إناث.

## أعلام
- جاكي سميث
- روبي تيري
- بادي بلير
- كيني جونسون
- تيري إيرفين